# Лоханин, Константин Анатольевич
Константин Анатольевич Лоханин (1906 — ?) — советский инженер, конструктор в области горного машиностроения, лауреат Государственной премии СССР (1967).
Родился 01.06.1906. Окончил Ярославский механический техникум (1926) и механический факультет Иваново-Вознесенского политехнического института (1930).
В 1930—1932 гг. работал в институте «Стальпроект». В 1932—1937 служил в РККА.
С 1937 года — в Государственном проектно-конструкторском и экспериментальном институте угольного машиностроения (ГПКЭИУМС), с 1947 г. начальник отдела.
Кандидат технических наук (1968), тема диссертации «Создание и исследование средств механизации проведения горных выработок».
Публикации:
- Проходческий комбайн ПК-8 [Текст] / К. А. Лоханин, Л. А. Струев, Х. З. Нейтур. — Москва : Недра, 1969. — 144 с. : ил.; 22 см.
- Проходческий грейферный агрегат ПГА-2 [Текст] / К. А. Лоханин ; М-во угольной пром-сти ССР. Техн. упр. по строительству. Бюро техн. информации. — Москва : изд-во и 2-я тип. Углетехиздата, 1949. — 84 с.; 3 л. черт. : черт.; 21 см.
- Проходческий комбайн ПК-3 (ПК-3 м) [Текст] / В. И. Абморшев, К. А. Лоханин. — 2-е изд., доп. и перераб. — Москва : Госгортехиздат, 1962. — 220 с., 1 л. черт. : ил.; 22 см.
- Электрическая породопогрузочная машина ЭПМ-1 [Текст] / А. П. Лысов, В. М. Сталин, К. А. Лоханин. — Москва ; Харьков : Углетехиздат, 1952. — 216 с., 4 л. черт. : черт.; 23 см.
- Эксплуатация проходческого комбайна ПК-8М [Текст] / [К. А. Лоханин, В. Ф. Грибов, В. И. Тесленко и др.]. — 2-е изд., перераб. и доп. — Москва : Недра, 1978. — 175 с. : ил.; 20 см.
- Электрическая породопогрузочная машина ЭПМ-1 [Текст] / А. П. Лысов, В. М. Сталин, К. А. Лоханин ; М-во угольной пром-сти СССР. Главуглемаш. Торецкий гос. машиностроительный завод им. К. Е. Ворошилова. — Москва : Углетехиздат, 1954. — 212 с., 5 л. схем. : черт., схем.; 23 см.

Лауреат Государственной премии СССР (1967) — за участие в создании конструкций и освоение промышленного производства проходческих комбайнов типов «ПК» и «Караганда».
Дата смерти не выяснена (не ранее 1985 года).